# Гать (Свердловская область)

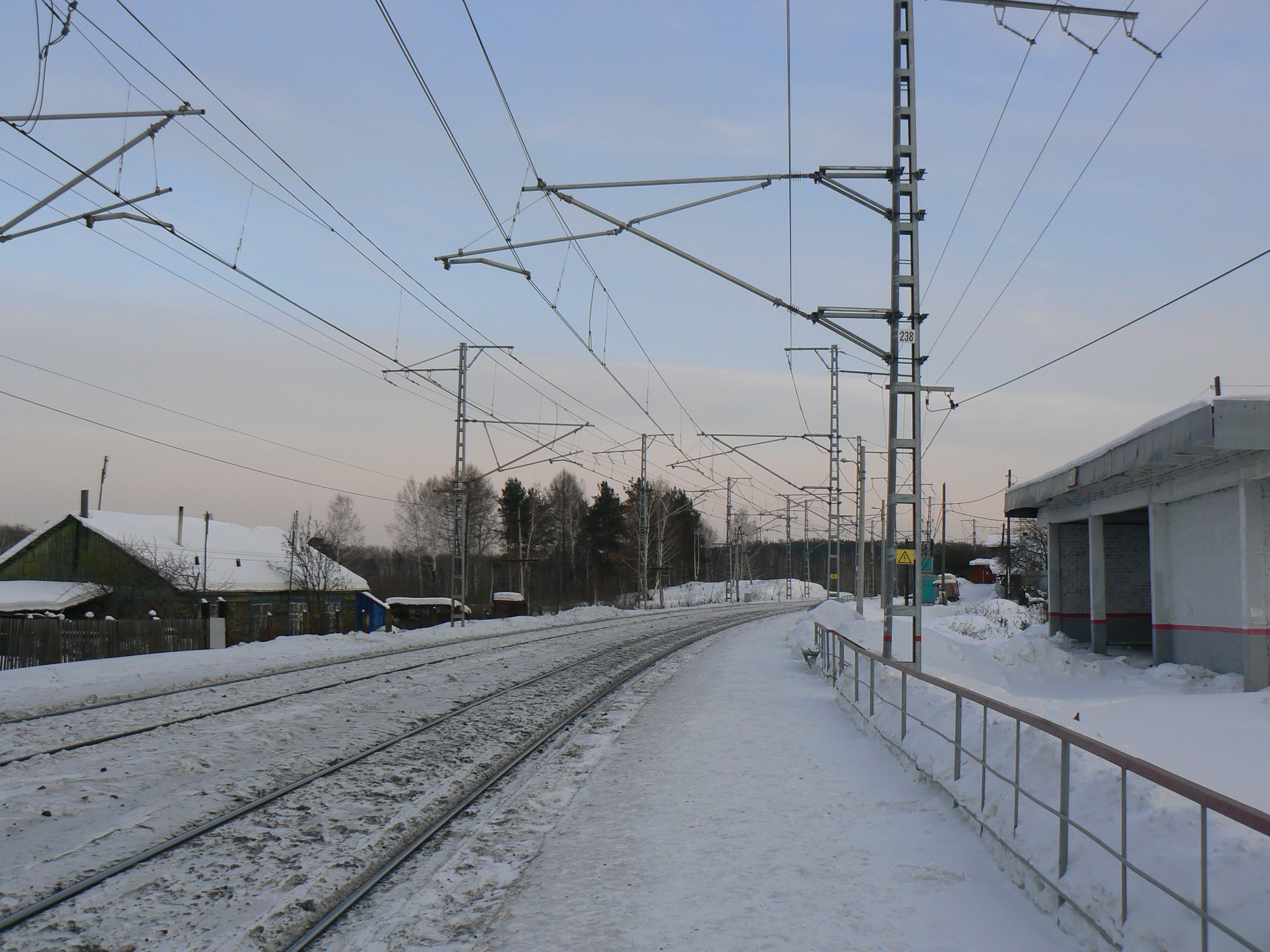
Платформа Гать

Гать — посёлок в городском округе Верхняя Пышма Свердловской области. Расположен в 3-х км от посёлка Шувакиша по просёлочной, частично асфальтированной дороге и в 10 км на запад-юго-запад от города Верхняя Пышма (авто — 18 км).
Железнодорожная платформа Гать (между станциями Шувакиш и Исеть) — остановочный пункт поездов пригородного назначения Нижнетагильского направления. Площадь поселка 1,69 км².

## Население
| 2002 | 2010 |
| ---- | ---- |
| 71   | ↘51  |

## География
Посёлок расположен в Верхнепышминском городском округе, вдали от крупных горных хребтов. Окрестности Гати холмисты, местами заболочены. Само слово «гать» означает проход, проезд, настил из хвороста или бревен через болото или топкое место. В непосредственной близости от поселка протекает Исеть, которая через пару километров от Гати проходит через озеро Мелкое. Местность богата просторными полянами, которые зимой используются отдыхающими здесь для катания на лыжах и снегоходах.

## Промышленность
- Заброшенный оздоровительный лагерь УГЛТУ;
- Бывшее Верх-Исетское лесничество.

## Коллективные сады
- ССК «Заречный»
- СТ «Лесотехник»
- СНТ «Прогресс»
- СНТ «Лесник»
- СТ «Строитель»
- СНТ «Гать-7»
- СНТ № 8 «УЭМ»

## Достопримечательности
- В 2,5 км на восток располагается монастырский комплекс Ганина Яма.
- К югу от железнодорожного моста находится археологический памятник Калмацкий брод — могильник и поселение эпохи Неолита.
- В 5 км на запад — памятник природы гора Чёртово городище.

## Будущее посёлка
Согласно генеральному плану городского округа Верхняя Пышма в посёлке Гать планируется строительство детского сада, начальной школы, фельдшерско-акушерского пункта, аптеки, магазина, пожарного депо, реконструкция железнодорожной остановки.